# Decoy
Decoy is een ep van de Amerikaanse punkband Good Riddance. Het werd uitgegeven op 26 augustus 1995 door het punklabel Fat Wreck Chords, zes maanden nadat het debuutalbum For God and Country werd uitgegeven. Op dit studioalbum is ook de titeltrack van deze ep te horen, namelijk het nummer "Decoy". Ook de eerste twee tracks op de ep, "United Cigar" en "12 Year Circus", staan op het studioalbum. Het nummer "Free" was echter nog niet eerder uitgegeven. Dit was het laatste album waar drummer Rich McDermott aan heeft meegewerkt. Hij werd verliet de band en werd vervangen door Sean Sellers.

## Nummers
Kant A
1. "United Cigar" - 2:46

Kant B
1. "12 Year Circus" - 2:45
2. "Free" - 1:57

## Band
- Russ Rankin - zang
- Luke Pabich - gitaar
- Chuck Platt - basgitaar
- Rich McDermott - drums